# Alvin Holsey

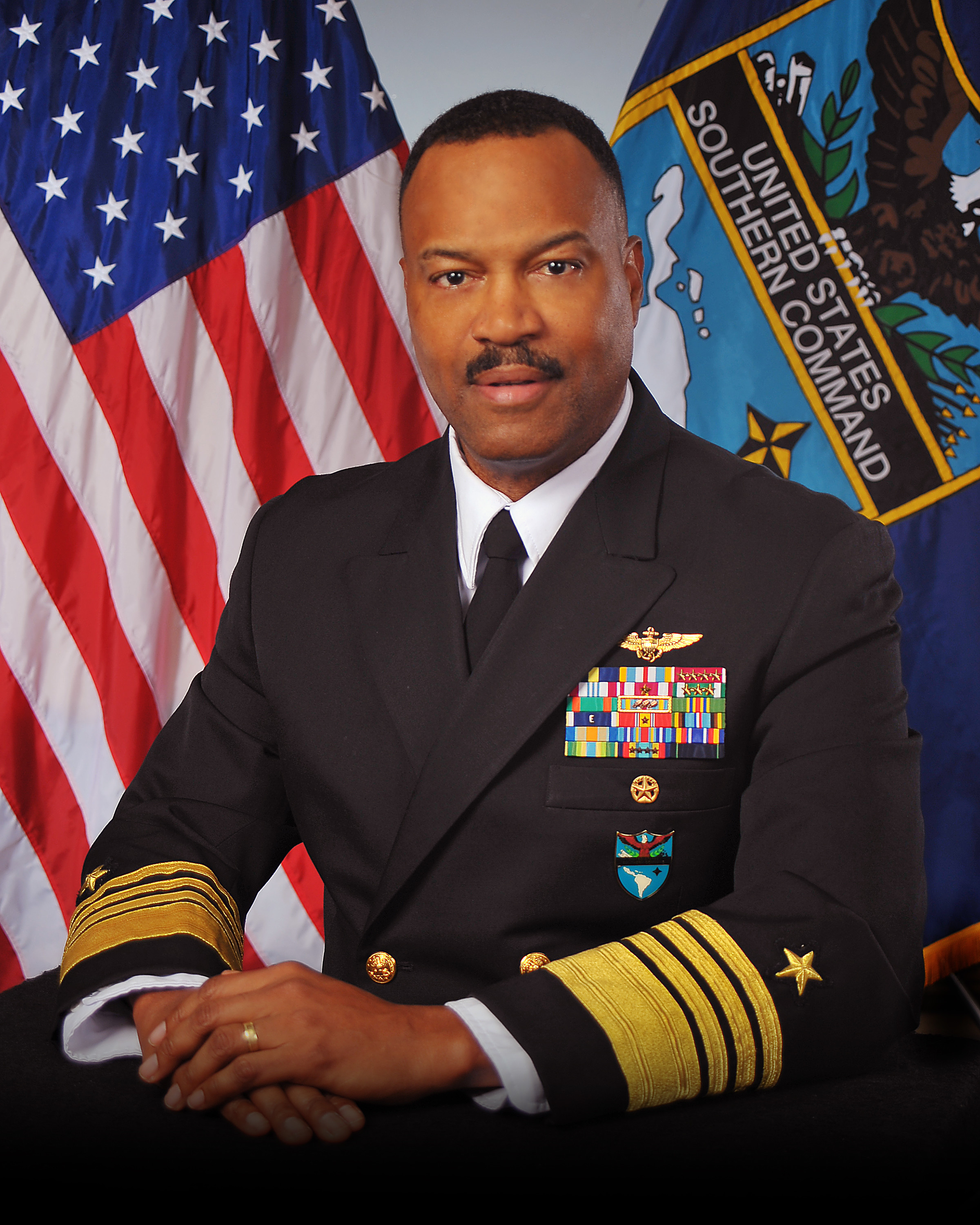
Alvin Holsey (2024)

Alvin Holsey (* 1965) ist ein US-amerikanischer Admiral der United States Navy und seit November 2024 Kommandeur des United States Southern Command mit Sitz in Doral, Florida.

## Leben
Alvin Holsey wuchs in Fort Valley, Georgia, auf und trat über das Naval Reserve Officers Training Corps (NROTC) 1988 der United States Navy bei. Am Morehouse College erwarb er zuvor einen Abschluss in Informatik. 1995 erwarb er zusätzlich einen Master of Science in Management an der Troy State University und nahm 2010 an einer Fortbildung am Joint Forces Staff College teil.
Nach seinem Studium wurde er zum Hubschrauberpiloten ausgebildet. Zu seinen Verwendungen auf See gehören Einsätze an Bord der Jesse L. Brown (FF-1089), Nicholson (DD-982), Vreeland (FF-1068), Vella Gulf (CG-72), Gettysburg (CG-64) und Simpson (FFG-56) mit den Mustern SH-2F Seasprite und SH-60B Seahawk. Er war unter anderem Staffelkapitän der Helicopter Anti-Submarine Squadron Light 37 (HSL-37) und des ersten mit Hybridantrieb ausgestatteten Schiffs der Navy, der Makin Island (LHD-8).
Während seiner Stabsverwendungen war Holsey als Adjutant des Commander Naval Air Force and Deputy Chief of Naval Operations eingesetzt, als Einsatzoffizier bei den Joint Chiefs of Staff, im Navy Personnel Command und bei der United States Pacific Fleet. Als Flaggoffizier war er unter anderem Commander Carrier Strike Group One an Bord der Carl Vinson (CVN-70), sowie als stellvertretender Direktor für Operationsplanung und Durchführung im National Military Command Center der Joint Chiefs. Seine letzten Verwendungen waren die des Commander, Navy Personnel Command und von 2023 bis 2024 die des stellvertretenden Kommandeurs des United States Southern Command (USSOUTHCOM).

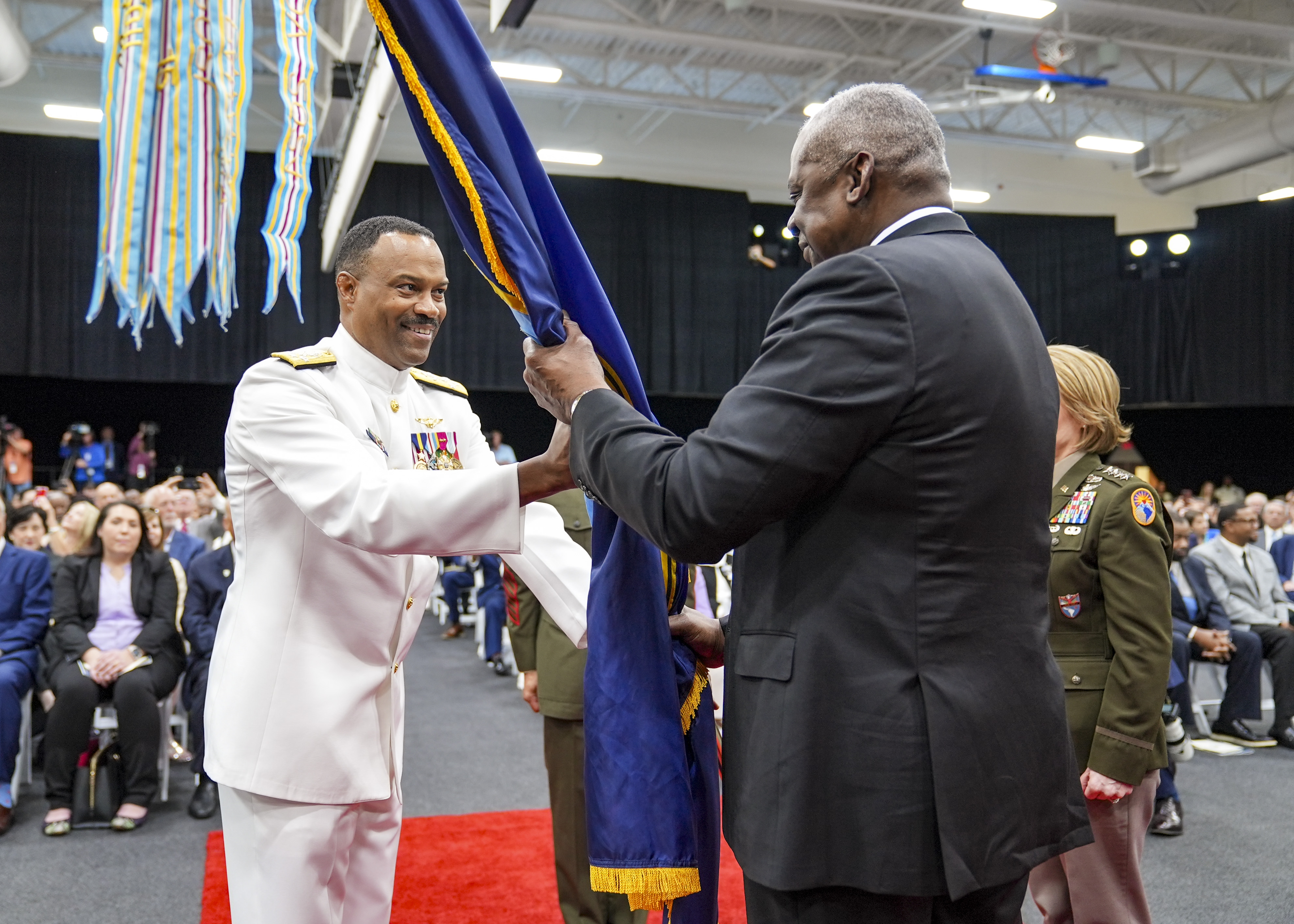
Holsey übernimmt die Flagge von United States Southern Command von US-Verteidigungsminister Lloyd Austin (7. November 2024)

Am 7. November übernahm er selbst das Kommando über das USSOUTHCOM von Laura J. Richardson, nachdem er kurz zuvor zum Admiral ernannt worden war. Seine für die Beförderung notwendige Anhörung vor dem United States Senate Committee on Armed Services des Senats der Vereinigten Staaten fand im September 2024 statt.